# Takehiro Sakamoto
Takehiro Sakamoto (* 16. November 1976 in Sapporo) ist ein ehemaliger japanischer Freestyle-Skier. Er startete in den Buckelpisten-Disziplinen Moguls und Dual Moguls.

## Werdegang
Sakamoto trat international erstmals zu Beginn der Saison 1995/96 bei den Internationalen Jugendmeisterschaften 1995 am Mount Buller in Erscheinung, wobei er den zweiten Platz im Moguls errang. Im weiteren Saisonverlauf siegte er zweimal im Nor-Am-Cup und gewann damit die Moguls-Wertung. Zudem wurde er Vierter in der Gesamtwertung und startete im März 1996 in Meiringen-Hasliberg erstmals im Weltcup. Dabei holte er im Moguls seinen ersten und einzigen Weltcupsieg und erreichte mit dem 33. Platz im Moguls-Weltcup sein bestes Gesamtergebnis. In den folgenden Jahren bis zu seinem Karriereende im Jahr 2002 nahm er an 14 Weltcups teil und belegte bei den Olympischen Winterspielen 1998 in Nagano den 30. Platz im Moguls. Zudem siegte er in der Saison 1998/99 zweimal im Europacup.

## Erfolge

### Olympische Spiele
- 1998 Nagano: 30. Platz Moguls

### Weltcupsiege
Sakamoto nahm an 15 Weltcups teil und holte einen Sieg.
| Datum         | Ort                 | Land    | Disziplin |
| ------------- | ------------------- | ------- | --------- |
| 23. März 1996 | Meiringen-Hasliberg | Schweiz | Moguls    |

### Weltcup-Gesamtplatzierungen
| Saison  | Gesamt | Gesamt | Moguls | Moguls | Dual Moguls | Dual Moguls |
| Saison  | Punkte | Platz  | Punkte | Platz  | Punkte      | Platz       |
| ------- | ------ | ------ | ------ | ------ | ----------- | ----------- |
| 1995/96 | 12     | 85.    | 100    | 33.    | -           | -           |
| 1996/97 | 7      | 107.   | 28     | 41.    | 4           | 49.         |
| 1997/98 | 12     | 95.    | 60     | 41.    | 4           | 42.         |
| 1998/99 | 7      | 65.    | 28     | 37.    | 4           | 37.         |

### Nor-Am-Cup
- Saison 1995/96: 1.  Platz Moguls-Wertung, 4. Platz Gesamtwertung
- 3 Podestplätze im Nor-Am-Cup, davon 2 Siege

### Weitere Erfolge
- 3 Podestplätze im Europacup, davon 2 Siege